# Mathias Sandorf (film, 1963)
Pour les articles homonymes, voir Sandorf et Mathias Sandorf (film).
Pour plus de détails, voir Fiche technique et Distribution.
Mathias Sandorf est un film franco-hispano-italien de Georges Lampin, sorti en 1963.

## Synopsis
Au XIXe siècle, dans un état indéterminé d'Europe du Sud, un riche aristocrate, le comte Mathias Sandorf, entre en rébellion contre son gouvernement despotique. Sa lutte est entravée du fait que sa fille Élisabeth est amoureuse du colonel Frédéric de Rotenbourg, gouverneur de province, auquel Sandorf va fatalement être confronté. Il prend néanmoins la défense du peuple opprimé, puis est arrêté et condamné à mort. Parvenu à s'évader, il doit secourir sa fille enlevée par un sinistre comploteur. Après avoir réussi à la délivrer, il devient le chef du soulèvement général. Il est de nouveau capturé et, sur le point d'être fusillé, est libéré par le peuple qu'il conduit à la victoire. Il accorde la main de sa fille à Frédéric de Rotenbourg qui fut son loyal ennemi.

## Fiche technique
- Titre original : Mathias Sandorf
- Titre italien : Il grande ribelle
- Titre espagnol : El conde Sandorf
- Réalisation : Georges Lampin
- Scénario : Georges Lampin et Gérard Carlier, d'après le roman de Jules Verne, Mathias Sandorf (1885)
- Dialogues : Charles Spaak
- Décors : Maurice Colasson
- Costumes : Françoise Tournafond
- Photographie : Cecilio Paniagua
- Son : Raymond Gauguier
- Montage : Henri Taverna
- Musique : Joe Hajos
- Production : Francisco Molero, Agustín Molinuevo
- Sociétés de production : SFC (Société française de cinématographie), Les Films Sirius (France), DIC (Domiziana Internazionale Cinematografica, Italie), Impala (Espagne), Procusa (Espagne)
- Sociétés de distribution : CFDC (Compagnie française de distribution cinématographique), Pathé (France), UGC (France), Universal Pictures (Espagne)
- Pays d’origine :  France,  Espagne,  Italie
- Tournage : 
  - Langue : français
  - Période prises de vue : 16 juillet au 2 octobre 1962[1]
  - Intérieurs : Paris-Studio-Cinéma (Boulogne-Billancourt, France), Studios Buch San Juan (Barcelone, Espagne)
- Format : 35 mm — couleur (Eastmancolor) — 2.35:1 (Franscope) — son monophonique
- Genre : aventure
- Durée : 107 minutes
- Date de sortie :
  - France : 13 février 1963
- (fr) Classifications CNC : tous publics, Art et Essai (visa d'exploitation no 25192 délivré le 18 janvier 1963)

## Distribution
- Louis Jourdan : Mathias Sandorf
- Francisco Rabal : Frédéric de Rotenbourg
- Serena Vergano : Élisabeth Sandorf
- Renaud Mary : Sarcany
- Bernard Blier : Toronthal
- Valeria Fabrizi : Hélène
- Jacques Seiler :
- Antoine Balpêtré : Bathory
- Daniel Cauchy : Pescade
- Michel Etcheverry : le prêtre
- Carl Studer : Matifou
- Marcel Pérès : Zironi
- Antonio Casas : Zathmar
- Henri Crémieux : le président